# مارك سيمنون
مارك سيمنون (بالفرنسية: Marc Simenon)‏ (و. 1939 – 1999 م) هو كاتب سيناريو، ومخرج أفلام فرنسي، ولد في بروكسل، توفي في باريس، عن عمر يناهز 60 عاماً، بسبب سقوط.

## وصلات خارجية
- مارك سيمنون على موقع IMDb (الإنجليزية)
- مارك سيمنون على موقع ألو سيني (الفرنسية)
- مارك سيمنون على موقع أول موفي (الإنجليزية)
- مارك سيمنون على موقع قاعدة بيانات الأفلام السويدية (السويدية)
- مارك سيمنون على موقع قاعدة بيانات الفيلم (الإنجليزية)
- مارك سيمنون على موقع كينوبويسك (الروسية)